# David Mossel
David Alexander Antonius Mossel (Ámsterdam, 1 de julio de 1918 - Utrecht, 30 de agosto de 2004) fue un microbiólogo y catedrático universitario holandés.

## Biografía
Mossel estudió medicina en la Universidad de Leiden de 1936 a 1941 y biología humana en la Universidad de Utrecht de 1945 a 1949. En 1949 se doctoró con la tesis "El agua en los alimentos: su influencia en los microorganismos". Recibió una maestría en ciencias de los alimentos de la Universidad de Cambridge en 1948 y una licenciatura en microbiología del agua y los alimentos del Instituto Pasteur de París y Lille en 1961.
Fue, entre otros, profesor de microbiología de alimentos y agua en la Universidad Católica de Lovaina y en la Facultad de Veterinaria de la Universidad de Utrecht. Mossel fue presidente del Fondo de la Medalla Eijkman, afiliado al Koninklijk Instituut voor de Tropen.
Mossel enseñó en casi cincuenta universidades de todo el mundo y recibió varios doctorados honorarios. Además del holandés, hablaba con fluidez inglés, alemán, francés y español.
Una de sus publicaciones más conocidas y aún ampliamente utilizadas es: "Essentials of the Microbiology of Foods", que describe las bases de la microbiología alimentaria contemporánea.